# دينا ميريل
دينا ميريل (بالإنجليزية: Dina Merrill) (مواليد 29 ديسمبر 1923 في نيويورك، - الوفاة 22 مايو 2017)، هي ممثلة وسيدة أعمال أمريكية بدأت مسيرتها الفنية سنة 1945. تقدر ثروتها المالية بـ5 مليارات دولار أمريكي.

## وصلات خارجية
- دينا ميريل على موقع IMDb (الإنجليزية)
- دينا ميريل على موقع الموسوعة البريطانية (الإنجليزية)
- دينا ميريل على موقع روتن توميتوز (الإنجليزية)
- دينا ميريل على موقع ألو سيني (الفرنسية)
- دينا ميريل على موقع ميوزك برينز (الإنجليزية)
- دينا ميريل على موقع أول موفي (الإنجليزية)
- دينا ميريل على موقع قاعدة بيانات برودواي على الإنترنت (الإنجليزية)
- دينا ميريل على موقع قاعدة بيانات برودواي على الإنترنت (الإنجليزية)
- دينا ميريل على موقع قاعدة بيانات الأفلام السويدية (السويدية)
- دينا ميريل على موقع إن إن دي بي (الإنجليزية)